# Чюжюняй
Чюжюняй (Čiužiūnai) — хутір у Литві, Расейняйський район, Аріогальське староство, знаходиться за 5 км від села Аріогала. 2001 року в Чюжюняї проживало 11 людей.

## Принагідно
- Čiužiūnai

| Литва | Це незавершена стаття з географії Литви. Ви можете допомогти проєкту, виправивши або дописавши її. |